# 캐럴 셸리

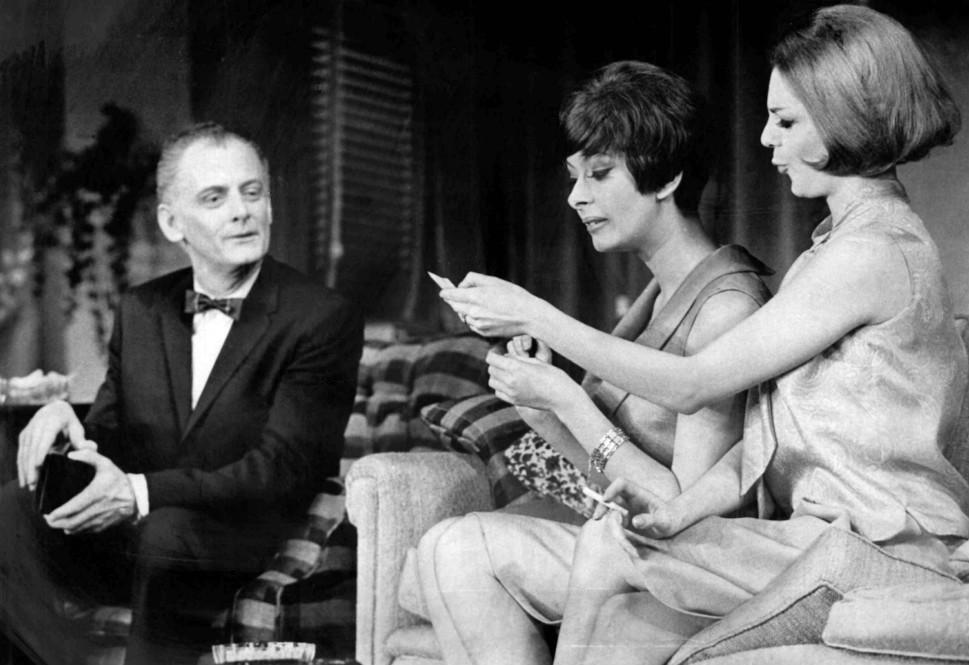

캐럴 셸리(영어: Carole Shelley, 1939년 8월 16일 ~ 2018년 8월 31일)는 영국 출신으로 미국에서 활동했던 배우이다.
런던에서 태어났으며 맨해튼에서 사망하였다. 사인은 췌장암이다.

## 영화
- 그녀는 요술쟁이 (2005년) - 클라라 숙모 역
- 헤라클레스 (1997년) - 운명들 목소리 역
- 정글투정글 (1997년)
- 로드 투 웰빌 (1994년)
- 퀴즈 쇼 (1994년)
- 데블린 (1992년)
- 더티 맨 (1991년)
- 팜 비치의 우피 보이스 (1986년)
- 로빈 훗 (1973년)
- 아리스토캣 (1970년)
- 원 라이프 투 리브 (1968년)
- 별난 커플 (1968년)
- 보스톤 교살자 (1968년)
- 쿨 미카도 (1963년)